# Girolamo Pollini
Girolamo Pollini (1544 – 1º marzo 1611) è stato uno storico e presbitero italiano.

## Biografia
Girolamo Pollini, nato in una famiglia nobile, entrò nell'Ordine domenicano al convento della basilica di Santa Maria Novella, a Firenze. Nel 1596 fu scelto come priore del convento della Ss. Annunziata, a San Gimignano. Studiò letteratura, filosofia, teologia - di cui fu anche insegnante - e si appassionò a temi storici, in particolare allo scisma dell'Inghilterra dalla Chiesa di Roma, avvenuto nel 1534. Per i suoi scritti incontrò la censura della regina Elisabetta I d'Inghilterra, della Dinastia Tudor.
Pollini pubblicò, in lingua volgare e in cinque libri, un documentato studio sulle condizioni dei cattolici inglesi, durante i primi venti anni di regno di Elisabetta I, che aveva dichiaratamente abbracciato la riforma protestante. L'opera, che aveva come titolo Storia ecclesiastica della rivoluzione d’Inghilterra, fu edita per la prima volta nel 1591, a Firenze. 
Girolamo Tiraboschi nella sua Storia della letteratura italiana, cita unicamente due storie dello scisma anglicano, di cui erano stati autori Bernardo Davanzati e Pollini; ma Davanzati, nello Scisma d'Inghilterra fino alla morte della reina Maria, era arrivato fino al il regno della regina Maria Tudor, Pollini invece era andato oltre.

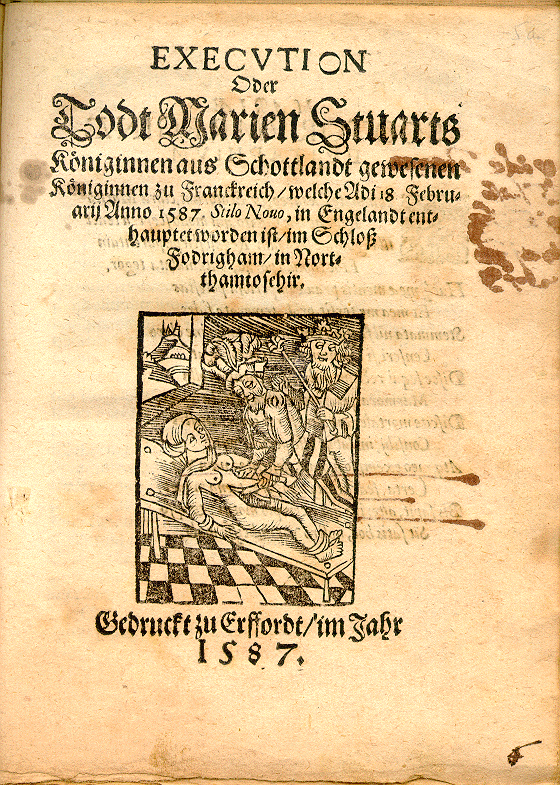
Flugschrift, Esecuzione di Maria Stuart, Erfurt, 1587

La Storia di Pollini, che aveva toni fortemente polemici, aveva avuto come modello l'opera del religioso inglese Nicholas Sanders De Origine ac Progressu Schismatis Anglicani - pubblicata a Coloniae Agrippinae, nel 1585 - che si era tuttavia fermata al 1558. L'editore Edward Rishton, su suggerimento del gesuita Robert Persons, aveva completato questo studio, portandolo fino al 1585. La Storia di Pollini andava invece dal regno di Enrico VIII d'Inghilterra (1509-1547) fino al 1584. Della prima edizione della Storia di Pollini (Firenze, 1591) rimane l'esemplare del bibliofilo Antonio Magliabechi, oggi nel fondo Magliabecchiano della Biblioteca nazionale di Firenze e l'esemplare della British Library di Londra. Seguì l'edizione bolognese del 1591 e una seconda edizione del 1594, in quattro libri. L'opera di Pollini resta utile alla moderna storiografia e dimostra che allora, in Italia, circolavano opere polemiche antiprotestanti e anti-inglesi.
Secondo Pollini, il capo della Chiesa è il pontefice romano, e né Enrico VIII né Edoardo VI d'Inghilterra avrebbero potuto attribuirsi questo titolo. L'autoinvestitura da parte di una donna, la regina Elisabetta, era stata ancor più illecita, poiché san Paolo e san Giovanni Crisostomo avevano escluso le donne dal governo della Chiesa. Pollini inoltre denunciava il supplizio della cattolica regina-martire di Scozia Maria Stuarda, da lui considerata legittima erede al trono d'Inghilterra.
Condannata l'opera come faziosa e offensiva per la nazione inglese e per la dinastia Tudor, una statua di Girolamo Pollini fu arsa pubblicamente a Londra, per volontà della regina.
La regina intervenne presso il granduca di Toscana, per ottenere censure ai danni di Pollini: lo attestano due lettere, ora all'Archivio di Stato di Firenze. Il granduca di Toscana Ferdinando I de' Medici aveva sposato Cristina di Lorena - della Casa di Guisa, la stessa della Stuarda - e difficilmente sarebbe intervenuto.
Pollini fu anche autore di una biografia dell'allora beata Margherita (oggi santa), terziaria dell'Ordine di San Domenico, morta nel 1301.

## Opere
- Girolamo Pollini, Storia ecclesiastica della riuoluzione d'Inghilterra, diuisa in cinque libri. Ne' quali si tratta di quello che è accorso in quell'isola […] Raccolta da diuersi e grauiss. scrittori […] dal r.p. fra Girolamo Pollini Fiorentino […] Diuisa in capitoli per commodità di chi legge, co' sommari di ciascun capitolo, e con una tauola delle cose più notabili, Bologna, ad istanza de' Giunti di Fiorenza, 1591. URL consultato il 6 giugno 2019.
- Vita della b. Margherita suora del terz'habito di san Domenico. Composta dal molto reuerendo padre fra Girolamo Pollini lettor de' Casi di Coscienza, nel conuento di san Domenico di Castello del medesimo ordine. E raccolta dall'antiche scritture originali di quel conuento, n Perugia, per Vincentio Colombara, 1601.